# Парадіс (Луїзіана)
Парадіс (англ. Paradis) — переписна місцевість (CDP) в США, в окрузі Сент-Чарлз штату Луїзіана. Населення — 1242 особи (2020).

## Географія
Парадіс розташований за координатами 29°51′59″ пн. ш. 90°26′24″ зх. д. / 29.86639° пн. ш. 90.44000° зх. д. (29.866458, -90.440006).  За даними Бюро перепису населення США в 2010 році переписна місцевість мала площу 17,27 км², з яких 16,65 км² — суходіл та 0,62 км² — водойми.

## Демографія
Згідно з переписом 2010 року, у переписній місцевості мешкало 1298 осіб у 449 домогосподарствах у складі 356 родин. Густота населення становила 75 осіб/км².  Було 499 помешкань (29/км²).
Расовий склад населення:
| - 89,7 % — білих - 5,9 % — чорних або афроамериканців - 0,8 % — корінних американців - 0,5 % — азіатів |

До двох чи більше рас належало 2,5 %. Частка іспаномовних становила 5,4 % від усіх жителів.
За віковим діапазоном населення розподілялося таким чином: 25,9 % — особи молодші 18 років, 64,2 % — особи у віці 18—64 років, 9,9 % — особи у віці 65 років та старші. Медіана віку мешканця становила 35,1 року. На 100 осіб жіночої статі у переписній місцевості припадало 98,2 чоловіків;  на 100 жінок у віці від 18 років та старших — 96,7 чоловіків також старших 18 років.
Середній дохід на одне домашнє господарство  становив 67 923 долари США (медіана — 68 000), а середній дохід на одну сім'ю — 73 969 доларів (медіана — 74 375). За межею бідності перебувало 9,0 % осіб, у тому числі 15,3 % дітей у віці до 18 років та 0,0 % осіб у віці 65 років та старших.
Цивільне працевлаштоване населення становило 624 особи. Основні галузі зайнятості: виробництво — 25,8 %, мистецтво, розваги та відпочинок — 20,8 %, будівництво — 14,7 %, освіта, охорона здоров'я та соціальна допомога — 10,3 %.